# میربابک موسوی
میربابک موسوی گرگری (زاده ۱۹ فروردین ۱۳۷۶ در تبریز) بازیکن والیبال اهل ایران است که برای باشگاه نیان الکترونیک مشهد بازی می‌کند.همچنین وی سابقه عضویت در ملی نوجوانان و جوانان دارد.

## پیشینه
پست تخصصی میربابک موسوی دریافت کننده قدرتی می باشد. او همچنین در تیم ملی والیبال ساحلی نوجوانان ایران و تیم والیبال دانشجویان ایران حضور داشته است.